# Expeditie Robinson 2006
Expeditie Robinson 2006 fue un reality show de supervivencia extrema, esta es la 7.ma temporada del reality show belga-holandés Expeditie Robinson, transmitido por Talpa y VTM. Fue conducido por Ernst-Paul Hasselbach y Evi Hanssen, se estrenó el 28 de agosto de 2006 y finalizó el 20 de noviembre de 2006. Esta temporada fue grabado en Panamá, específicamente en el archipiélago de Las Perlas y contó con 18 participantes. La holandesa Olga Urashova es quien ganó esta temporada.
Esta séptima temporada contó con 18 participantes divididos en 2 tribus; la primera es la tribu Kamp Zuid representada por el color rojo y la segunda es Kamp Noord representada por el color azul. Esta temporada duró 46 días.

## Equipo del Programa
- Presentadores: 
  - Ernst-Paul Hasselbach, lidera las competencias por equipos.
  - Evi Hanssen, lidera los consejos de eliminación.

## Participantes
| Participante                             | Edad | Tribu Original | Tribu Mezclada           | Tribu Definitiva                          | Resultado Final                            | Estadía |
| ---------------------------------------- | ---- | -------------- | ------------------------ | ----------------------------------------- | ------------------------------------------ | ------- |
| Olga Urashova Modelo.                    | 25   | Kamp Noord     | Kamp Zuid                | Robinson                                  | Ganadora de Expeditie Robinson 2006        | 46 días |
| Lenny Janssen Oficial de policía.        | 24   | Kamp Zuid      | Kamp Noord               | Robinson                                  | 2.° lugar de Expeditie Robinson 2006       | 46 días |
| Bernadette Mittendorf Secretaria médica. | 46   | Kamp Noord     | Kamp Zuid                | Robinson                                  | 16.ta Eliminada de Expeditie Robinson 2006 | 46 días |
| Ignazio Nicolo Minero.                   | 48   | Kamp Zuid      | Kamp Noord               | Robinson                                  | 15.to Eliminado de Expeditie Robinson 2006 | 42 días |
| Linda Eijk Entrenadora de tenis.         | 23   | Kamp Noord     | Kamp Noord               | Robinson                                  | 14.ta Eliminada de Expeditie Robinson 2006 | 38 días |
| Wietske Meer Cantante.                   | 41   | Kamp Noord     | Kamp Noord               | Robinson                                  | 13.ra Eliminada de Expeditie Robinson 2006 | 35 días |
| Curd Velghe Carnicero.                   | 40   | Kamp Zuid      | Kamp Noord               | Robinson                                  | 12.do Eliminado de Expeditie Robinson 2006 | 30 días |
| Koen Deloose Emprendedor.                | 40   | Kamp Zuid      | Kamp Zuid                | Robinson                                  | 11.er Eliminado de Expeditie Robinson 2006 | 27 días |
| Bert Selleslags Médico clínico.          | 35   | Kamp Zuid      | Kamp Zuid                |                                           | 10.mo Eliminado de Expeditie Robinson 2006 | 21 días |
| Klaar Lippe Artista.                     | 44   | Kamp Noord     | Kamp Zuid                | 9.na Eliminada de Expeditie Robinson 2006 | 18 días                                    |         |
| Robin Ibens Psicólogo.                   | 21   | Kamp Zuid      | Kamp Noord               | 8.vo Eliminado de Expeditie Robinson 2006 | 18 días                                    |         |
| Werner Leysen Médico.                    | 33   | Kamp Zuid      | Kamp Zuid                | 7.mo Eliminado de Expeditie Robinson 2006 | 15 días                                    |         |
| Michelle Hendrikx Coreógrafo.            | 21   | Kamp Noord     | Kamp Zuid                | 6.ta Eliminada de Expeditie Robinson 2006 | 12 días                                    |         |
| Saron Emden Estudiante.                  | 32   | Kamp Noord     | Kamp Zuid                | Abandona Por motivos personales           | 11 días                                    |         |
| Patricia Langiusa Escribano.             | 28   | Kamp Noord     |                          | Abandona Por lesión                       | 8 días                                     |         |
| Matthijs Leenknecht Estibador.           | 26   | Kamp Zuid      | Abandona Voluntariamente | 5 días                                    |                                            |         |
| Frederik Man Estudiante de sociología.   | 19   | Kamp Zuid      | Abandona Voluntariamente | 5 días                                    |                                            |         |
| Susanna Pronk Recolectora de basura.     | 38   | Kamp Noord     | Abandona Por lesión      | 3 días                                    |                                            |         |

## Participantes en temporadas anteriores
| Participante | Año  | Temporada               | Resultado       |
| ------------ | ---- | ----------------------- | --------------- |
| Robin Ibens  | 2003 | Expeditie Robinson 2003 | 12.do Eliminado |
| Klaar Lippe  | 2004 | Expeditie Robinson 2004 | 13.ra Eliminada |

## Desarrollo

### Competencias
| Episodio | Emisión                  | Inmunidad     | Eliminado           | Salida |
| -------- | ------------------------ | ------------- | ------------------- | ------ |
| 1        | 28 de agosto de 2006     | Kamp Zuid     | Susanna             | Día 3  |
| 2        | 4 de septiembre de 2006  |               | Frederik / Matthijs | Día 5  |
| 3        | 11 de septiembre de 2006 | Kamp Noord    | Curd                | Día 9  |
| 4        | 18 de septiembre de 2006 | Kamp Noord    | Michelle            | Día 12 |
| 5        | 25 de octubre de 2006    | Kamp Noord    | Werner              | Día 15 |
| 6        | 2 de octubre de 2006     | Kamp Noord    | Robin               | Día 19 |
| 6        | 2 de octubre de 2006     | Kamp Noord    | Klaar               | Día 19 |
| 6        | 2 de octubre de 2006     | Kamp Noord    | Bert                | Día 18 |
| 7        | 9 de octubre de 2006     | Lenny         | Olga                | Día 24 |
| 8        | 16 de octubre de 2006    | Ignazio       | Koen                | Día 27 |
| 9        | 23 de octubre de 2006    | Lenny         | Curd                | Día 30 |
| 10       | 30 de octubre de 2006    | Lenny         | Wietske             | Día 35 |
| 11       | 6 de noviembre de 2006   | Lenny         | Linda               | Día 38 |
| 12       | 13 de noviembre de 2006  | Lenny         | Ignazio             | Día 42 |
| 13       | 20 de noviembre de 2006  | Lenny         | Bernadette          | Día 45 |
| Episodio | Emisión                  | Consejo final | Ganadora            | Salida |
| 13       | 20 de noviembre de 2006  | Lenny / Olga  | Olga                | Día 46 |

### Jurado Final
| Participante | Puesto     | Vota por |
| ------------ | ---------- | -------- |
| Koen         | 1° Miembro | Olga     |
| Curd         | 2° Miembro | Olga     |
| Wietske      | 3° Miembro | Lenny    |
| Linda        | 4° Miembro | Olga     |
| Ignazio      | 5° Miembro | Lenny    |

## Estadísticas Semanales
| Participante | Episodio | Episodio   | Episodio  | Episodio  | Episodio  | Episodio  | Episodio     | Episodio     | Episodio     | Episodio     | Episodio     | Episodio     | Episodio     |
| Participante | Equipos  | Equipos    | Equipos   | Equipos   | Equipos   | Equipos   | Individuales | Individuales | Individuales | Individuales | Individuales | Individuales | Individuales |
| Participante | 1        | 2          | 3         | 4         | 5         | 6         | 7            | 8            | 9            | 10           | 11           | 12           | 13           |
| ------------ | -------- | ---------- | --------- | --------- | --------- | --------- | ------------ | ------------ | ------------ | ------------ | ------------ | ------------ | ------------ |
| Olga         | Salvada  | No compite | Gana      | Salvada   | Salvada   | Salvada   | Eliminada    |              |              |              |              | Reingresa    | Ganadora     |
| Lenny        | Gana     | No compite | Salvado   | Gana      | Gana      | Gana      | Inmune       | Salvado      | Inmune       | Inmune       | Inmune       | Inmune       | 2.º Lugar    |
| Bernadette   | Salvada  | No compite | Gana      | Salvada   | Salvada   | Salvada   | Salvada      | Salvada      | Salvada      | Salvada      | Salvada      | Salvada      | Eliminada    |
| Ignazio      | Gana     | No compite | Salvado   | Gana      | Gana      | Gana      | Salvado      | Inmune       | Salvado      | Salvado      | Salvado      | Eliminado    |              |
| Linda        | Salvada  | No compite | Gana      | Gana      | Gana      | Gana      | Salvada      | Salvada      | Salvada      | Salvada      | Eliminada    |              |              |
| Wietske      | Salvada  | No compite | Gana      | Gana      | Gana      | Gana      | Salvada      | Salvada      | Salvada      | Eliminada    |              |              |              |
| Curd         | Gana     | No compite | Eliminado | Reingresa | Gana      | Gana      | Salvado      | Salvado      | Eliminado    |              |              |              |              |
| Koen         | Gana     | No compite | Salvado   | Salvado   | Salvado   | Salvado   | Salvado      | Eliminado    |              |              |              |              |              |
| Bert         | Gana     | No compite | Salvado   | Salvado   | Salvado   | Eliminado |              |              |              |              |              |              |              |
| Klaar        | Salvada  | No compite | Salvada   | Salvada   | Salvada   | Eliminada |              |              |              |              |              |              |              |
| Robin        | Gana     | No compite | Salvado   | Gana      | Gana      | Eliminado |              |              |              |              |              |              |              |
| Werner       | Gana     | No compite | Salvado   | Salvado   | Eliminado |           |              |              |              |              |              |              |              |
| Michelle     | Salvada  | No compite | Gana      | Eliminada |           |           |              |              |              |              |              |              |              |
| Saron        | Salvada  | Eliminada  | Reingresa | Eliminada |           |           |              |              |              |              |              |              |              |
| Patricia     | Salvada  | No compite | Abandona  |           |           |           |              |              |              |              |              |              |              |
| Matthijs     | Gana     | Abandona   |           |           |           |           |              |              |              |              |              |              |              |
| Frederik     | Gana     | Abandona   |           |           |           |           |              |              |              |              |              |              |              |
| Susanna      | Abandona |            |           |           |           |           |              |              |              |              |              |              |              |

Competencia en equipos (Días 1-21)
     El participante gana junto a su equipo y continua en competencia.
     El participante pierde junto a su equipo pero no es eliminado.
     El participante pierde junto a su equipo y posteriormente es eliminado.
     El participante es eliminado, pero vuelve a ingresar.
     El participante abandona la competencia.
     El participante no compite junto a su equipo esta semana.
Competencia individual (Días 23-46)
     Ganadora de Expeditie Robinson 2006.
     2°.Lugar de Expeditie Robinson 2006.
     El participante gana la competencia y queda inmune.
     El participante pierde la competencia, pero no es eliminado.
     El participante es eliminado de la competencia.